# Rhinella nesiotes
Rhinella nesiotes är en groddjursart som först beskrevs av William Edward Duellman och Catherine Ann Toft 1979.  Rhinella nesiotes ingår i släktet Rhinella och familjen paddor. IUCN kategoriserar arten globalt som starkt hotad. Inga underarter finns listade i Catalogue of Life.